# パ・ド・ドゥ

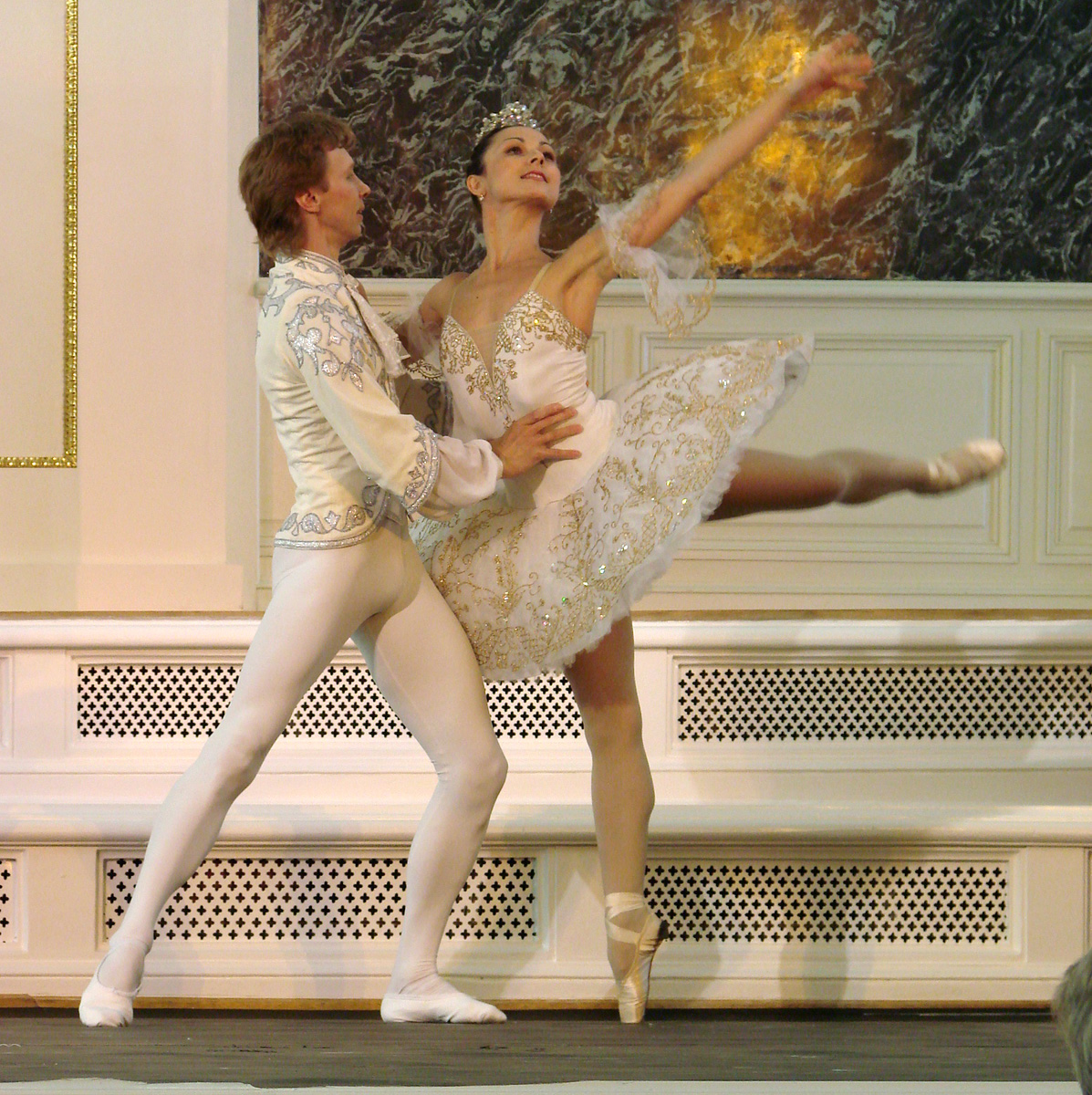
パ・ド・ドゥ （マリインスキー・バレエ）

パ・ド・ドゥ（仏：Pas de deux、「2人のステップ」の意） とは、バレエ作品において男女2人の踊り手によって展開される踊りをいう。多くはバレエの中の最大の見せ場となっている。同性2人による踊りは「デュエット」といい、パ・ド・ドゥとは区別される。概して東洋の舞踊は女性が一人で踊るものが多いのに対し、男女が一緒に踊るパ・ド・ドゥは西洋に特有のもので、西洋における「愛」を象徴するものだとの見方がある。

## 歴史
「2人の役者によるアントレ（=ヴァリアシオンの意）」を起源としており、18世紀頃から用語として使われるようになった。1717年にイギリスでパ・ド・ドゥが作られていた記録があるものの、この頃は男女が横に並んで同じ踊りをし、時々手を合わせるといった簡単なものだった。
ロマンティック・バレエが発達する19世紀にパ・ド・ドゥの内容も進化した。ポワントの技術が確立され、また衣裳が厚手から薄手となり踊り手の体型が露出されるようになると、男性にバレリーナが支えられるアラベスク、男性がバレリーナを持ち上げるリフト（アンレヴマン）などが取り入れられるようになった。
パ・ド・ドゥを完全に定式化したのはマリウス・プティパ（1818 - 1910）である。ピルエット（回転）、宙で支えるポーズ、高く持ち上げるハイ・リフトを導入し、『くるみ割り人形』（1892）や『白鳥の湖』（1895）に組み入れて人気を博した。
20世紀になるとフォーキン、バランシンらの振付で、一層激しい動きをするパ・ド・ドゥが生み出されている。

## グラン・パ・ド・ドゥ

パ・ド・ドゥのピルエット

プティパが定式化した4曲構成のパ・ド・ドゥを特にグラン・パ・ド・ドゥ（Grand Pas de Deux）と呼ぶ。以下の順で進行することが決められている。
1. 2人が入場する アントレ（Entrée）
2. 男女2人で踊る アダージュ（Adage）
ゆっくりした曲に合わせてバレリーナが男性に支えられ美しい線とバランスを見せる優雅な踊り。「緩序」ともいう。
3. 男性が1人で踊る ヴァリエーション（Variation）
素早く高い跳躍など男性的な動きが特徴。
4. 女性が1人で踊る ヴァリエーション（Variation）
柔らかく女性らしい動きを見せる。
5. 男女2人で踊る コーダ（Coda）
アダージュとは一転してテンポの早い激しい音楽に乗り、2人が高度なテクニックを披露する。

1〜5それぞれに別個の音楽がつく。アントレは音楽がある場合（『眠れる森の美女』第3幕）と、無い場合が（『くるみ割り人形』第2幕）ある。無い場合は前の曲が終わった合間に登場する。
以上はあくまでも原則で、作品によっては他のソリストが登場するなど例外もある（『パキータ』）。グラン・パ・ド・ドゥはバレエの本領である華やかさ・優雅さを劇的に体現するもので、20世紀以降に作られたバレエ作品でもこの構成を部分的にせよ踏襲しているものが少なくない。